# Tomaž Pandur
Pour les articles homonymes, voir Pandur.
Tomaž Pandur, né à Maribor (Yougoslavie) le 19 février 1963 et mort à Skopje (Macédoine) le 12 avril 2016, est un metteur en scène slovène.

## Biographie
Il fut diplômé en 1988 de l'Académie de théâtre, de radio, de cinéma et de télévision de Ljubljana